# 圖桑阿 (烏雅氏)
圖桑阿（穆麟德轉寫：tusangga；1716年—1769年），烏雅氏，满洲正黄旗人。清朝官员。

## 生平
官學生出身，繙譯舉人。乾隆六年，任內閣中書。乾隆十一年，任戶部銀庫司庫。乾隆十三年，任軍機章京。次年，任大理寺堂評事。乾隆十五年，任山西汾州府同知。乾隆十八年，任山西朔平府知府。乾隆二十一年，升任歸綏道。乾隆二十三年，任湖北按察使、河南按察使。乾隆三十年，任浙江按察使。次年，改廣西按察使。乾隆三十三年，任江西按察使、烏什領隊大臣。

## 家族
- 始祖瑪唐阿。“瑪唐阿，正黄旗人，額柏根叔祖班布達之孫也。其長子森特赫，由三等侍衞從征浙江於台州地方，……力戰陣亡，贈雲騎尉。……又瑪唐阿次子薩木哈（薩穆哈）原任工部尚書。……曾孙碩色現任四川巡撫。……元孫圖桑阿現任中書”（载《八旗滿洲氏族通譜》卷29）。又族亲“額栢根，正黄旗人，世居哈達地方，國初來歸。其長子額森，初任膳房總領，歴陞内大臣；……[額森]其長子魏武，係仁壽皇太后（康熙帝孝恭仁皇后）之父，原任䕶軍叅領”（载《八旗滿洲氏族通譜》卷29）。
- 曾祖辈：工部尚书薩穆哈。